# ララ・ラプソディー
「ララ・ラプソディー」は、KEYTALKの楽曲。2019年6月25日に配信限定シングルとしてリリースされた。

## 解説
シングルとしては前作『BUBBLE-GUM MAGIC』から2か月連続、配信限定シングルとしては「Oh!En!Ka!」から約2年6か月ぶりのリリースとなる楽曲である。楽曲は、KAGOMEの「GO!ME.」プロジェクトのテーマソングとして書き下ろされた。
ミュージックビデオの舞台は30種類の本物の野菜で作られたベジスタジオで、ミキサーの中の野菜で彩られた幻想的な空間が表現されており、「GO!ME.」プロジェクトのメンバーであるファッションモデル・YouTuberのねおが主人公として出演している。
音楽雑誌記者の田中大は、『ツインボーカルの黄金のコンビネーション、口ずさみたくなるキャッチーなギターフレーズ、弾む心をそのままビートと化しているドラムを絡み合わせて、「シンガロング」「ダンス」「手拍子」というロックバンドがリスナーに届けられる快感の三大要素を誘う部分も絶妙に配置しているロカビリー風味のサウンドに耳を傾けると、何とも言えずウキウキした気持ちになる。』と批評している。

## 収録曲
1. ララ・ラプソディー
作詞・作曲：首藤義勝[3]
編曲：KEYTALK、野間康介